# Rhinobatos schlegelii
Espèce
Rhinobatos schlegelii est une espèce de raie.